# Maisach
Maisach est une commune allemande, située en Bavière, dans l'arrondissement de Fürstenfeldbruck.